# Абдул-Баха
Абду-ль-Баха́ (Абд эль-Баха; араб. عبد البهاء‎ — «слуга Баха»; при рождении Аббас-эфенди; 1844—1921) — при рождении получил имя Аббас (перс. عباس‎) — религиозный деятель, старший сын Бахауллы, после его смерти — глава учения бахаи с 1892 по 1921 год. Считается одним из трёх «центральных фигур» бахаи, наряду с Бахауллой и Бабом, его труды и достоверные речи считаются частью священной литературы бахаи. В текстах бахаи обычно упоминается как «Учитель».

## Ранний период жизни
Абдул-Баха родился в Тегеране, Иран, 23 мая 1844 года (5-го числа джамадию’л-аввала, 1260 г. хиджры) и был старшим сыном Бахауллы и Навваб. Он родился в ту же ночь, когда Баб объявил о своей миссии. При рождении ему дали имя Аббас в честь его деда мирзы Аббаса Нури, выдающегося и влиятельного дворянина. В детстве характер Абдул-Баха был сформирован под влиянием положения его отца который был известным баби. У Абдул-Баха было счастливое и беззаботное детство. Он любил играть в саду со своей младшей сестрой, с которой был очень близок. Вместе со своим младшим братом и сестрой они жили в атмосфере привилегий, счастья и комфорта. В детстве, после отказа его отца от должности министра при дворе шаха, Абдул-Баха стал свидетелем различных благотворительных проектов, как например преобразование части дома в больничное отделение для женщин и детей.
В детстве Абдул-Баха не получил систематического образования. Детей из знатных семей было не принято посылать в школы. Большинство аристократов в течение некоторого времени получали домашнее образование по священным писаниям, риторике, каллиграфии и основам математики. Многие получили образование, чтобы подготовиться к жизни при дворе шаха. Несмотря на непродолжительное пребывание в традиционной подготовительной школе в возрасте семи лет в течение одного года Абдул-Баха не получил формального образования. По мере того, как он рос, его воспитывали мать и дядя, однако большую часть образования он получил от отца.  Спустя годы, в 1890 году, Эдвард Грэнвилл Браун так описал Абдул-Баха: «Вряд ли можно найти того, кто более красноречив, более готов представить довод, более умело приводил сравнение, более тесно знаком со святыми книгами иудеев, христиан и мусульман среди красноречивого и утонченного народа, к которому он принадлежит». 
Когда Абдул-Баха было семь лет, он заболел туберкулезом и находился при смерти и, хотя болезнь потом прошла,  его продолжали мучить приступы болезни всю оставшуюся жизнь. 
Одно из событий, которое сильно повлияло на Абдул-Баха в детстве, — заключение его отца в тюрьму, когда Абдул-Баха было восемь лет; тюремное заключение привело к тому, что его семья обеднела, а другие дети стали нападать на него на улице.  Абдул-Баха как-то сопровождал свою мать, которая навещала Бахауллу, заключенного в печально известную подземную темницу Сийях-Чаль . Он так описывал так этот визит: «Я увидел темное… место. Мы вошли в небольшой узкий дверной проем и спустились на две ступеньки, но там ничего не было видно. Посреди лестницы мы внезапно услышали Его [Бахауллы]… голос: „Не приводите его сюда“, и они вывели меня обратно». 

## Багдад
В конце концов Бахауллу освободили из тюрьмы, отправив в ссылку, и Абдул-Баха, которому тогда было 8 лет, вместе со своим отцом поехал в Багдад зимой (с января по апрель) 1853 года. Во время путешествия Абдул-Баха пострадал от обморожения. Целый год продолжались трудности, и затем Бахаулла, вместо того чтобы разбираться в конфликте, устроенном Мирзой Яхья, уединился в горах Сулеймании в апреле 1854 года, за месяц до десятого дня рождения Абдул-Баха. Горе от разлуки привело к тому, что он, его мать и сестра стали более тесно общаться. Абдул-Баха был особенно близок с обоими, а его мать принимала активное участие в его образовании и воспитании. Во время двухлетнего отсутствия своего отца Абдул-Баха принял на себя обязанности по ведению семейных дел до достижения своего возраста зрелости (14 лет в ближневосточном обществе) и занимался чтением и переписыванием текстов, что было в то время основным средством распространения книг, и занимался копированием писаний Баба. Абдул-Баха также интересовался искусством верховой езды и, когда он вырос, стал известным наездником.
В 1856 году известие об аскете, ведущем беседы с местными лидерами суфи, который, по всей видимости и был Бахауллой, дошло до семьи и друзей. Немедленно несколько человек отправились на поиски этого дервиша и в марте Бахаулла вернулся в Багдад. Увидев своего отца, Абдул-Баха упал на колени и громко зарыдал: «Почему ты оставил нас?», и его мать и сестра сделали то же самое. Абдул-Баха вскоре стал секретарем и щитом своего отца. Во время пребывания в этом городе Абдул-Баха из мальчика превратился в юношу. Он стал «замечательно красивым молодым человеком» и запомнился своим милосердием и дружелюбием. Достигнув зрелого возраста, Абдул-Баха регулярно посещал мечети Багдада, обсуждая религиозные темы и Священные Писания. Находясь в Багдаде, Абдул-Баха по просьбе своего отца написал комментарий к тексту из мусульманского предания «Я был сокрытым сокровищем» для суфийского лидера по имени Али Шавкат паша. Абдул-Баха в то время было пятнадцать или шестнадцать, и Али Шавкат паша посчитал эссе, состоящее из более 11000 слов, замечательным достижением для человека его возраста. В 1863 году в том месте, которое стало известно как Сад Ризван, его отец Бахаулла объявил нескольким последователям, что он — Богоявление и тот, кого явит Бог, чье пришествие было предсказано Бабом. Считается, что на восьмой из двенадцати дней Абдул-Баха был первым, кому Бахаулла провозгласил свой призыв.

## Стамбул / Адрианополь

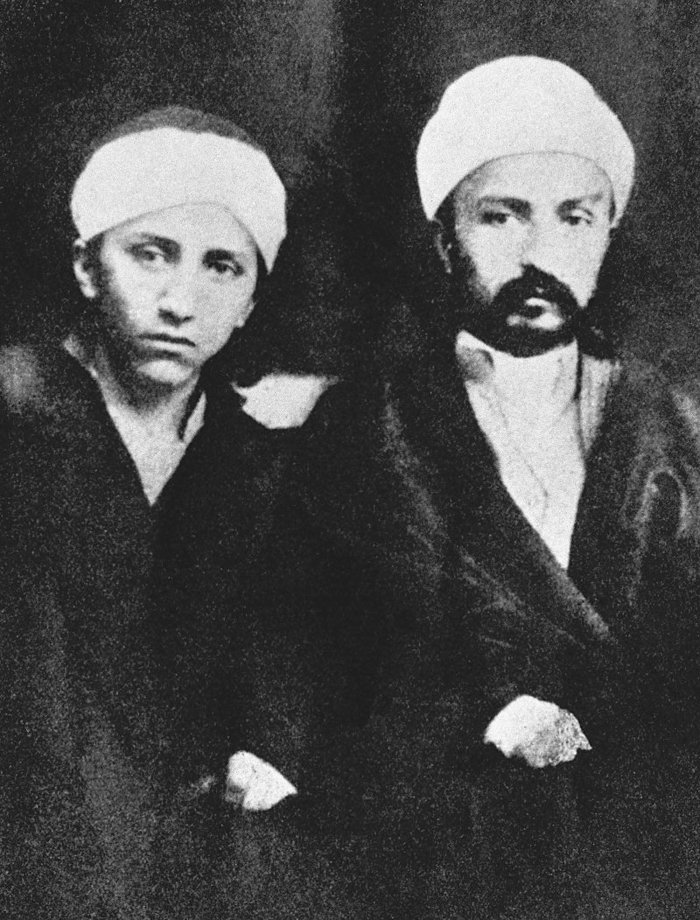
Абдул-Баха (справа) со своим братом Мирзой Михди

В 1863 году Бахауллу был вызвали в Стамбул, и его семья, включая Абдул-Баха, которому тогда было 19 лет, сопровождала его в 110-дневном путешествии.  Поездка в Константинополь была утомительной, в это время Абдул-Баха помогал изгнанникам.  Именно здесь его положение стало более заметным среди бахаи.  Это было дополнительно подтверждено Бахауллой в скрижали «Ветвь», где он отмечает добродетели и положение своего сына. Вскоре семья была сослана в Адрианополь, и Абдул-Баха также отправился туда.  В поездке Абдул-Баха снова пострадал от обморожения.
В Адрианополе Абдул-Баха много сил тратил на то, чтобы помогать своей семье, особенно своей матери. В этот момент Абдул-Баха был известен среди бахаи как «Учитель», а в среде небахаи — Аббас эффенди («эффенди» означает «господин»). Именно в Адрианополе Бахаулла называл своего сына «Тайной Бога». Звание «Тайна Бога» символизирует, согласно мнению бахаи, что Абдул-Баха — это не Богоявление, а то, как в личности Абдул-Баха гармонично и совершенно совместились несовместимые понятия — характеристики человеческой природы и сверхчеловеческие знания и совершенства. В то время у Абдул-Баха были черные волосы, спускавшиеся до плеч, большие голубые глаза, кожа цвета алебастра и тонкий нос. Бахаулла дал своему сыну множество других титулов, таких как Гохусн-и-Азам (что означает «Величайшая ветвь» или «Могущественная ветвь»),  «Ветвь Святости», «Центр Завета» и «Зеница ока».  Абдул-Баха был безутешен, услышав известие о том, что он и его семья будут изгнаны отдельно от Бахауллы. По словам бахаи, именно благодаря его вмешательству этот указ был изменён, и семье было разрешено пребывать в ссылке вместе с отцом.

## Акко

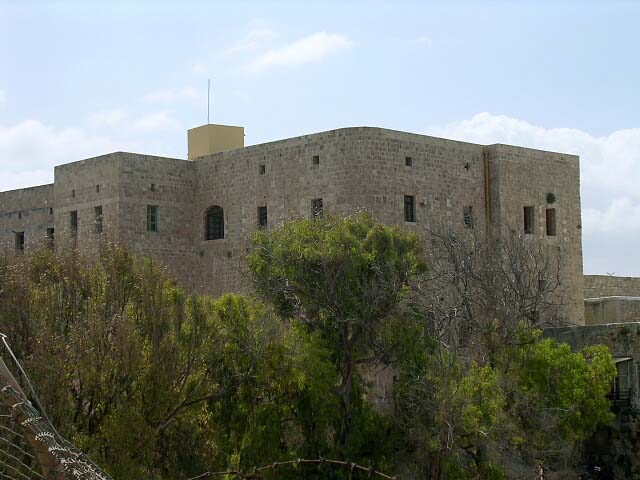
Тюрьма в Акко, где находились Бахаулла и его семья

В возрасте 24 лет Абдул-Баха был старшим управляющим своего отца и выдающимся членом общины бахаи.  1868 году Бахаулла и его семья были сосланы в исправительную колонию Акко, Палестина, где, как ожидалось, что семья должна была погибнуть. Прибытие в Акку было тяжелым для семьи и остальных ссыльных.  Окружающее население встретило их враждебно. Его сестра и отец серьёзно заболели по приезде. Они прибыли к морским воротам, где переход на берег был затруднён. Когда сказали, что женщины должны сесть на плечи мужчин, чтобы сойти на берег с корабля, Абдул-Баха, нашёл стул и с помощью другого верующего начал относить женщин на причал Абдул-Баха смог раздобыть обезболивающее и лечил больных. Бахаи разместили в нескольких камерах казарм, условия в которых были не совсем приемлемыми, например, полы были покрыты экскрементами и грязью. Сам Абдул-Баха опасно заболел дизентерией, однако отзывчивый солдат позволил врачу вылечить его. Население избегало их, солдаты относились к ним так же, а поведение сиййида Мухаммад-и-Исфахани (азали) усугубляло ситуацию.  Моральное состояние ещё больше ухудшилось из-за случайной смерти младшего брата Абдул-Баха мирзы Михди в возрасте 22 лет. Его кончина принесла горе в семью — особенно его матери и отцу — и скорбящий Абдул-Баха бодрствовал всю ночь рядом с телом своего брата.

### Поздний период в Акко
Со временем Абдул-Баха постепенно взял на себя ответственность за отношения между небольшой общиной бахаи в изгнании и внешним миром. По словам бахаи, именно благодаря его взаимодействию с людьми Акко те признали невиновность бахаи, и таким образом условия заключения были облегчены.  Через четыре месяца после смерти Михди семья переехала из тюрьмы в Дом Аббуда.  Люди Акко стали испытывать уважение к бахаи и, в частности, к Абдул-Баха. Абдул-Баха смог арендовать дома для семьи. Позднее семья переехала в Особняк Бахджи примерно в 1879 году, когда из-за эпидемии жители вынуждены были срочно покинуть его.

Абдул-Баха вскоре обрел известность в Акко, и Myron Henry Phelps, богатый нью-йоркский юрист, описал, как «толпа людей… сирийцы, арабы, эфиопы и многие другие», ждали, чтобы поговорить и принимать Абдул-Баха в гостях. В этот преиод он описал историю религии баби, опубликовав книгу Повествование путешественника (Makála-i-Shakhsí Sayyáh) в 1886 году, позже переведённую и напечатанную в 1891 году через Кембриджский университет Эдвардом Гранвиллом Брауном, так описавшим Абдул-Баха: 
Редко видел я кого-то, чья внешность производила бы на меня большее впечатление. Высокий, хорошо сложенный мужчина, державший себя прямо, как стрела, в белом тюрбане и одеянии, с длинными черными локонами, спускавшимися почти до плеч, широкий крепкий лоб, указывавший на сильный интеллект, вкупе с несгибаемой волей, острый взор, как у сокола, и четкие, но приятные черты лица — таково мое первое впечатление от Аббаса Эффенди, «Учителя», как его обычно называют...

### Брак и семейная жизнь

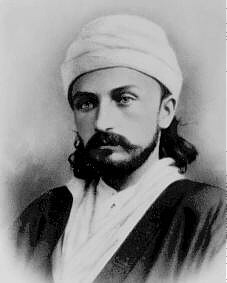
Абдул-Баха в 24 года

Когда Абдул-Баха был молодым человеком, среди бахаи распространялись предположения, на ком он женится. Несколько молодых девушек считали перспективными для замужества, но Абдул-Баха, похоже, не был склонен к женитьбе. 8 марта 1873 года по настоянию своего отца 28-летний Абдул-Баха женился на Фатиме Нахри из Исфахана (1847—1938), двадцатипятилетней девушке. Её отцом был Мирза Мухаммад Али Нахри из Исфахана, выдающийся бахаи с большими связями  Фатиму привезли из Персии в Акко после того, как Бахаулла и его жена Навваб проявили к ней интерес как к возможной невесте для Абдул-Баха.  В 1872 году, после утомительного путешествия из Исфахана в Акко, она прибыла в сопровождении своего брата. Молодая пара была обручена в течение почти пяти месяцев, прежде чем был заключен сам брак. В это время Фатима жила в доме дяди Абдул-Баха Мирзы Мусы. Согласно её более поздним воспоминаниям, Фатима влюбилась в Абдул-Баха, увидев его. Бахаулла дал Фатиме титул Мунира, что означает «светлая».
В этом браке родилось девять детей. Первенцем был сын Михди Эффенди, умерший в возрасте около трех лет. Затем последовали Зиаййа-ханум, Фуадиййа-ханум (умерла через несколько лет), Рухангиз-ханум (умерла в 1893), Туба-ханум, Хусейн Эффенди (умер в 1887 в возрасте 5 лет), Туба-ханум, Руха-ханум (мать Мунибы Шахид) и Муннавар-ханум. Смерть его детей вызвала огромное горе Абдул-Баха — в частности, смерть его сына Хусейна Эффенди произошла в тяжелое время после смерти матери и дяди. Выжившие дети (все дочери) — Зиййа-ханум (мать Шоги Эффенди) (ум. 1951) Туба Ханум (1880—1959), Руха Ханум и Мунавар Ханум (ум. 1971).  Бахаулла хотел, чтобы бахаи последовали примеру Абдул-Баха и постепенно отказались от полигамии. Брак Абдул-Баха с одной женщиной и его решение оставить брак моногамным по совету его отца и его собственному желанию узаконили практику моногамии для людей, которые до сих пор считали многоженство праведным образом жизни.

## Ранние годы его служения
После смерти Бахауллы 29 мая 1892 года согласно его Воли и Завещанию Абдул-Баха стал называться Центром Завета, преемником и толкователем писаний Бахауллы.   
Бахаулла называет своего преемника следующими словами в своих стихах: «Воля Божественного Завещателя такова: Агсанам, Афнанам и Семейству Моему, всем и каждому, надлежит обратить лик свой к Наимогущественной Ветви. Поразмыслите над тем, что явили Мы в Нашей Наисвятой Книге: „Когда отхлынет океан Моего присутствия и закончится Книга Моего Откровения, обратитесь к Тому, Кого назначил Бог, Кто есть Ветвь от сего Древнего Корня“. Предмет же сего святого стиха есть не кто иной, как Наимогущественная Ветвь (Абдул-Баха). Так Мы милостиво являем вам Нашу великую Волю, и Я, воистину, Милостивый, Всесильный. Истинно, Бог заповедал, что положение Великой Ветви (Мухаммада-Али) ниже, чем Величайшей Ветви (Абдул-Баха). Он, воистину, Устроитель, Всемудрый. Мы избрали Великую после Величайшей, как указано Тем, Кто есть Всезнающий, Всеведущий».
— Бахаулла (1873-92)
В Воле и Завещании единокровный брат Абдул-Баха, Мухаммад Али, был упомянут по имени как подчиненный Абдул-Баха. Мухаммад Али стал завидовать своему единокровному брату и намеревался утвердить свою власть в качестве альтернативного лидера при поддержке своих братьев Бадиуллы и Зиянуллы. Он начал переписку с бахаи в Иране, первоначально тайную, вызывая сомнения в умах других относительно Абдул-Баха.  В то время как большинство бахаи следовали за Абдул-Баха, небольшая группа последовала за Мухаммадом Али, включая таких лидеров, как Мирза Джавад и Ибрагим Джордж Хейралла, один из первых миссионеров бахаи в Америке.
Мухаммад-Али и Мирза Джавад стали открыто обвинять Абдул-Баха в том, что он взял на себя слишком много власти, считая себя Богоявлением, равным по статусу Бахаулле. Именно в это время Абдул-Баха, чтобы доказать ложность обвинений, выдвинутых против него на западных скрижалях, заявил, что он должен быть известен как «Абдул-Баха», арабское выражение, означающее Слуга Баха, чтобы прояснить, что он не был Явителем Бога, и что его положение было всего лишь служением.  Абдул-Баха написал «Волю и завещание», устанавливающее структуру управления в общине бахаи. Двумя высшими институтами были Всемирный Дом Справедливости и Хранитель, в качестве последнего он назначил Шоги Эффенди.  За исключением Абдул-Баха и Шоги Эффенди, Мухаммада Али поддержали все оставшиеся родственники Бахауллы мужского пола, в том числе отец Шоги Эффенди, Мирза Хади Ширази.  Тем не менее заявления Мухаммада-Али и его семьи очень мало повлияли на бахаи в целом — в районе Акко последователи Мухаммада-Али представляли не более шести семей, у них не было общей религиозной деятельности, и они были почти полностью ассимилированы в мусульманское общество.

### Первые западные паломники

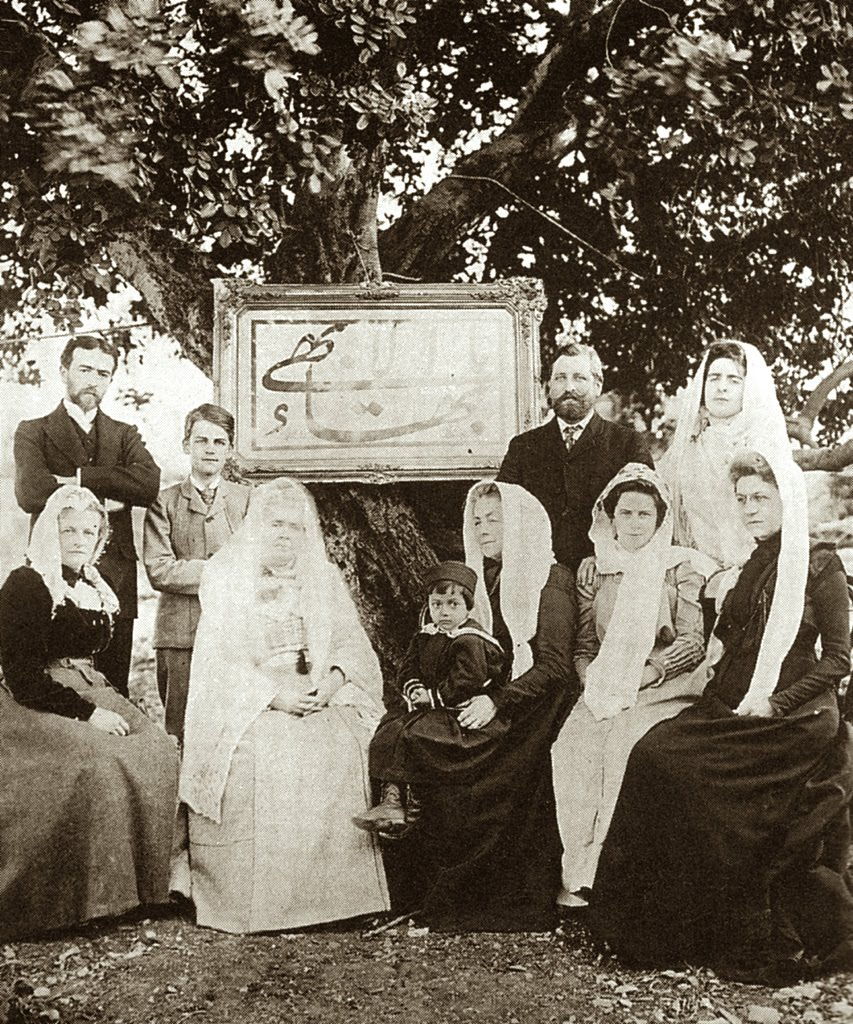
Ранние западные паломники бахаи. Слева направо стоят: Чарльз Мейсон Рими, Сигурд Рассел, Эдвард Гетсингер и Лора Клиффорд Барни ; Слева направо сидят: Этель Дженнер Розенберг, мадам Джексон, Шоги Эффенди, Хелен Эллис Коул, Луа Гетсингер, Эмоджен Хогг.

К концу 1898 года западные паломники начали совершать паломничество в Акко, чтобы посетить Абдул-Баха; эта группа паломников, включая Фиби Херст, была первой группой бахаи с Запада, встретившейся с Абдул-Баха.  Первая группа прибыла в 1898 году, и с конца 1898 по начало 1899 года западные бахаи время от времени посещали Абдул-Баха. Группа была относительно молодой и состояла в основном из женщин из высшего американского общества в возрасте от 20 лет. Группа жителей Запада вызвала подозрения у властей, и, как следствие, заключение Абдул-Баха было ужесточено.  В состав группы входили Мэй Эллис Боллес из Парижа, англичанин Томас Брэкуэлл, американец Герберт Хоппер, француз Иполит Дрейфуз, Сьюзан Муди, Луа Гетсингер и американка Лора Клиффорд Барни.  Лора Клиффорд Барни, задавая вопросы Абдул-Баха в течение многих лет и много раз посещая Хайфу, составила книгу, которая впоследствии стала книгой «Ответы на некоторые вопросы». 

### Служение, 1901—1912 гг.
В последние годы XIX века, когда Абдул-Баха все ещё был официально заключенным и содержался в Акко, он организовал перемещение останков Баба из Ирана в Палестину. Затем он устроил покупку земли на горе Кармель, которую, по указанию Бахауллы, следовало использовать для захоронения останков Баба, и начал строительство Усыпальницы Баба. Этот процесс занял ещё 10 лет.  С увеличением числа паломников, посещающих Абдул-Баха, Мухаммад Али сотрудничал с османскими властями, чтобы вновь ввести более строгие сроки заключения Абдул-Баха в августе 1901 года.   Однако к 1902 году, благодаря тому, что губернатор Акко поддержал Абдул-Баха, ситуация значительно облегчилась; в то время, когда паломники смогли снова посетить Абдул-Баха, его передвижения все ещё были ограничены городом.  В феврале 1903 года два последователя Мухаммада Али, в том числе Бадиулла и сиййид Али Афнан, порвали с Мухаммадом-Али и написали книги и письма, в которых подробно излагались заговоры Мухаммада-Али, где отмечалось, что распространяемая информация об Абдул-Баха была ложью. 
С 1902 по 1904 год, помимо здания Храма Баба, строительством которого руководил Абдул-Баха, он начал реализовывать два других проекта — восстановление Дома Баба в Ширазе, Иран, и строительство первого Дома Поклонения Бахаи в Ашхабаде, Туркменистан.  Абдул-Баха попросил ага мирзу Ага скоординировать работу, чтобы дом Баба был восстановлен до такого состояния, в котором он находился во время возвещения Баба мулле Хусейну в 1844 году;  а работу над Домом Поклонения он доверил Вакил-уд-Дауле . 
Следующие несколько лет в Акко были относительно свободными от давления, и паломники смогли приехать и посещать Абдул-Баха. К 1909 году строительство Усыпальницы Баба было завершено. 

## Путешествие на запад

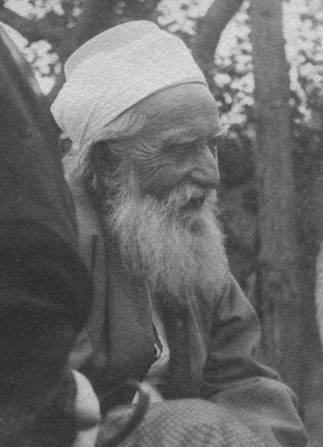
Абдул-Баха во время его поездки в Соединённые Штаты

Революция младотурков 1908 года освободила всех политических заключенных Османской империи, и Абдул-Баха также получил свободу. Его первым действием после освобождения было посещение Усыпальницы Бахауллы в Бахджи. В то время как Абдул-Баха продолжал находиться в Акко после революции, он вскоре переехал жить в Хайфу недалеко от Усыпальницы Баба. В 1910 году, получив свободу покинуть страну, он предпринял трехлетнее путешествие в Египет, Европу и Северную Америку, распространяя учение бахаи.
С августа по декабрь 1911 года Абдул-Баха посетил города Европы, включая Лондон, Бристоль и Париж. Целью этих поездок была поддержка общин бахаи на западе и дальнейшее распространение учения своего отца .
В следующем году он предпринял гораздо более обширное путешествие в Соединенные Штаты и Канаду, чтобы продолжать распространять учение своего отца. Он прибыл в Нью-Йорк 11 апреля 1912 года после того, как отклонил предложение путешествовать на Титанике, вместо этого посоветовав верующим бахаи «пожертвовать на благотворительность». Он совершил путешествие на более медленном судне, Цедрик, сказав, что хотел бы дольше путешествовать по морю. Услышав о крушении Титаника 16 апреля, он отметил: «Мне предложили плыть на Титанике, но мое сердце не побуждало меня этого делать». Хотя он провёл большую часть своего времени в Нью-Йорке, он также посетил Чикаго, Кливленд, Питтсбург, Вашингтон (округ Колумбия), Бостон и Филадельфию . В августе того же года он начал более обширное путешествие по таким местам, как Нью-Гэмпшир, школа бахаи Грин Эйкр в штате Мэн и Монреаль (его единственный визит в Канаду). Затем он отправился на запад в Миннеаполис, Сан-Франциско, Стэнфорд и Лос-Анджелес, прежде чем вернуться на восток в конце октября. 5 декабря 1912 года он отправился обратно в Европу.
Во время своего визита в Северную Америку он посетил множество миссий, церквей и групп, а также провел множество встреч в домах бахаи и провел бесчисленные личные встречи с сотнями людей. Во время своих выступлений он провозгласил такие принципы бахаи, как единство Бога, единство религий, единство человечества, равенство женщин и мужчин, мир во всем мире и экономическая справедливость. Он также настаивал, чтобы все его собрания были открыты для представителей всех наций.
Его визит и беседы стали предметом сотен газетных статей. В бостонских газетах репортеры спросили Абдул-Баха, почему он приехал в Америку, и он заявил, что приехал для участия в конференциях по вопросам мира. Визит Абдул-Баха в Монреаль широко освещался в газетах; в ночь его приезда с ним встретился редактор «Монреаль Дейли Стар», и эта газета, наряду с «Монреаль Газетт», «Монреаль Стандард», Ле Девуар и Ла Пресс, среди прочих, сообщала о деятельности Абдул-Баха/ Заголовки в этих газетах были следующими: «Персидский учитель, проповедующий мир», «Расизм неправ, говорит восточный мудрец, раздоры и войны вызваны религиозными и национальными предрассудками» и «Апостол мира встречается с социалистами, новаторская схема Абдул-Баха для распределения избыточного богатства». Статьи в «Монреаль Стандард», которая распространялась по всей Канаде, вызвали значительный интерес, и через неделю они были переизданы; газета опубликовала шесть статей, а крупнейшая газета Монреаля на французском языке опубликовала о нём две статьи. Его визит в Монреаль в 1912 году также вдохновил юмориста Стивена Ликока пародировать его в своем бестселлере 1914 года «Аркадские приключения с праздными богачами». В Чикаго в одной из газетных заголовков было написано: «Нас посещает Его Святейшество, но не Пий X, а А. Баха», а в Пало-Алтане было сообщено о визите Абдул-Баха в Калифорнию.
Вернувшись в Европу, он посетил Лондон, Париж (где он пробыл два месяца), Штутгарт, Будапешт и Вену. Наконец, 12 июня 1913 года он отправился в Египет, где пробыл шесть месяцев, прежде чем вернуться в Хайфу.
23 февраля 1914 года, накануне Первой мировой войны, Абдул-Баха принимал во время одной из своих первых поездок в Палестину барона Эдмонда Джеймса де Ротшильда, члена банковской семьи Ротшильдов.

## Последние годы (1914—1921)

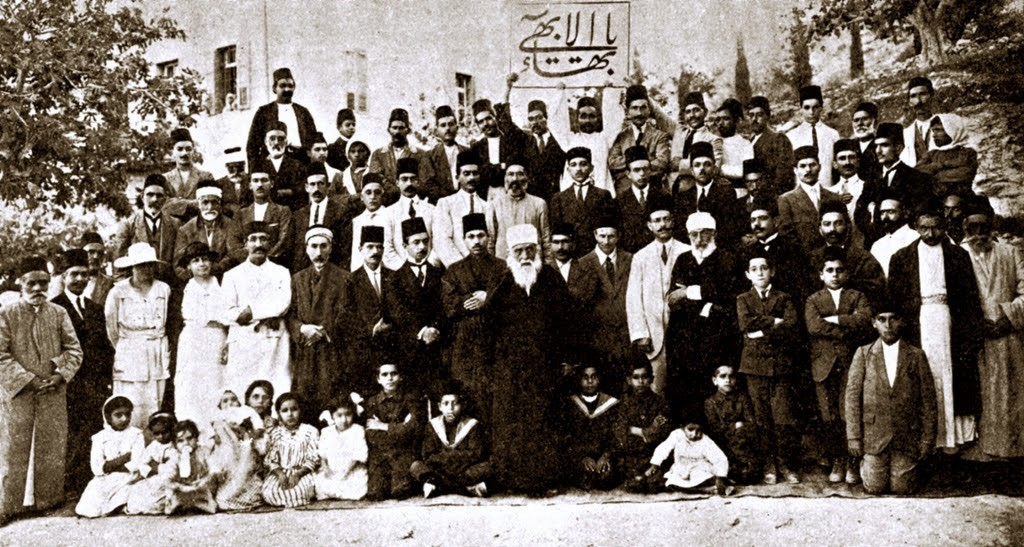
Абдул-Баха на горе Кармель с паломниками в 1919 году

Во время Первой мировой войны (1914—1918) Абдул-Баха оставался в Палестине и не мог путешествовать. Он вел ограниченную переписку, которая включала Скрижали Божественного Плана, сборник из 14 писем, адресованных бахаи Северной Америки, позже описанных как одна из трех «хартий» Веры Бахаи. В письмах отводится руководящая роль бахаи Северной Америки в распространении религии по планете.
Хайфа находилась под реальной угрозой бомбардировки Союзников достаточно долго, и поэтому Абдул-Баха и другие бахаи временно уехали на холмы к востоку от Акко. 
Абдул-Баха также подвергался угрозам со стороны Джемаля Паши, военачальника Османской империи, который в какой-то момент выразил желание распять его и уничтожить собственность бахаи в Палестине.  Быстрое наступление Мегиддо британского генерала Алленби одержало верх над турецкими силами в Палестине до того, как был нанесен ущерб бахаи, и война закончилась менее чем через два месяца.

### Послевоенный период

Абдул-Баха в старости

Завершение Первой мировой войны привело к замене османских властей Британским мандатом, что позволило возобновить переписку и посещение паломников и развивать собственность Всемирного центра бахаи. Именно во время этого возрождения деятельности Вера Бахаи стала больше распространяться и укрепляться в таких местах, как Египет, Кавказ, Иран, Туркменистан, Северная Америка и Южная Азия под руководством Абдул-Баха.
Окончание войны привело к нескольким политическим событиям, которые прокомментировал Абдул-Баха. Лига Наций, образованная в январе 1920 года, стала первым примером коллективной безопасности всемирной организации. Абдул-Баха написал в 1875 году о необходимости создания «Союза наций мира» и высоко оценил попытку создания Лиги Наций как важного шага к цели. Он также сказал, что эта организация «не способна установить всеобщий мир», потому что он не представляет все нации и имеет лишь незначительную власть над своими государствами-членами. 

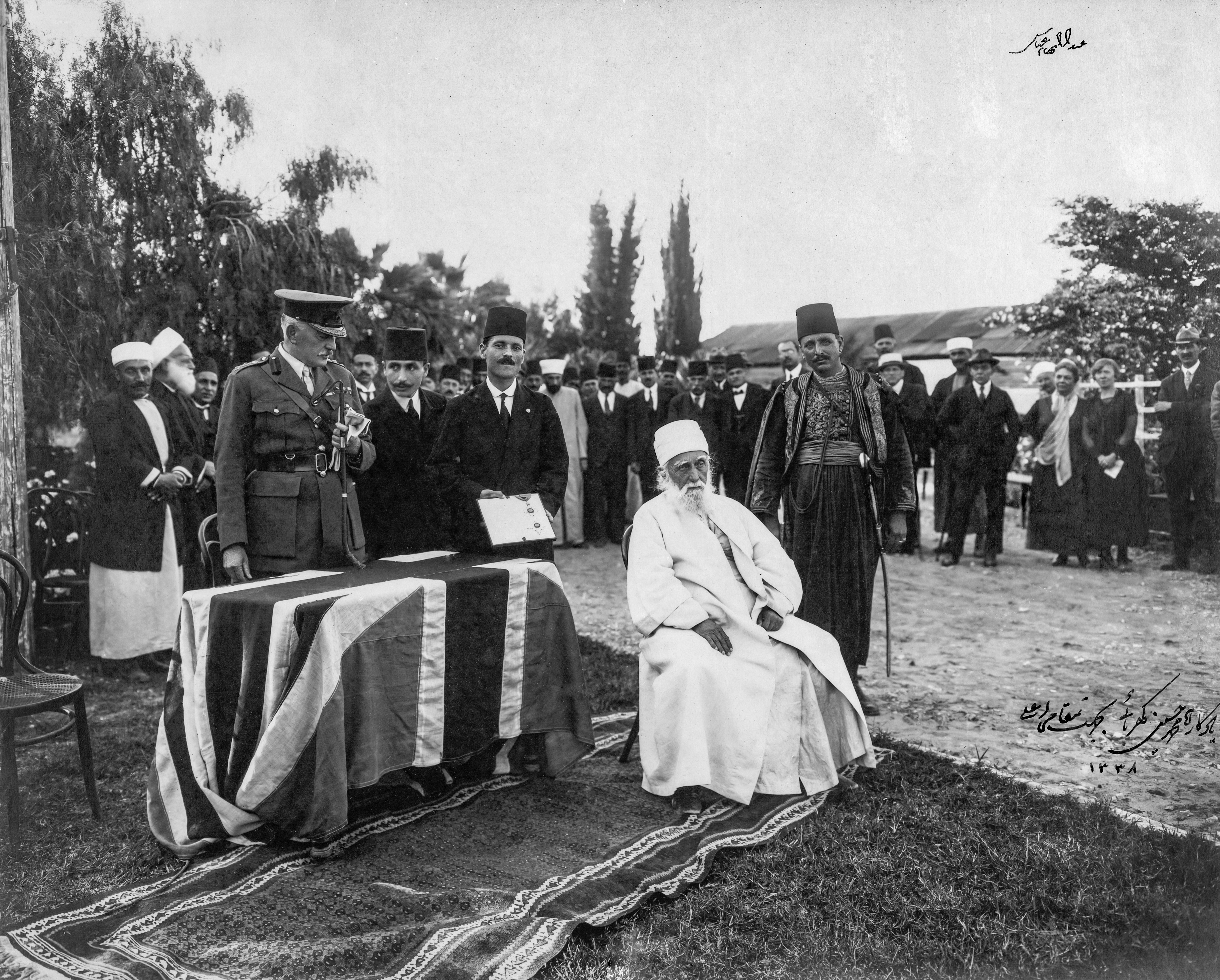
Абдул-Баха на церемонии посвящения в рыцари, апрель 1920 г.

Из-за войны в регионе наступил голод. В 1901 году Абдул-Баха купил около 1704 акров земли у реки Иордан, а к 1907 году многие бахаи из Ирана начали издольщину на этой земле. Абдул-Баха получил от 20 до 33 % их урожая (или денежного эквивалента), который был отправлен в Хайфу. В 1917 году, когда война все ещё шла, Абдул-Баха получил большое количество пшеницы из урожая, а также купил другую доступную пшеницу и отправил её в Хайфу. Пшеница прибыла сразу после того, как британцы захватили Палестину, и поэтому её разрешили широко распространять, чтобы смягчить голод. За деятельность по предотвращению голода в Северной Палестине он получил рыцарское звание на церемонии, проведенной в его честь в доме британского губернатора 27 апреля 1920 года. Позже его посетили генерал Алленби, Фейсал (впоследствии король Ирака), Герберт Самуэль (верховный комиссар Палестины) и Рональд Сторрс (военный губернатор Иерусалима).

### Смерть и похороны

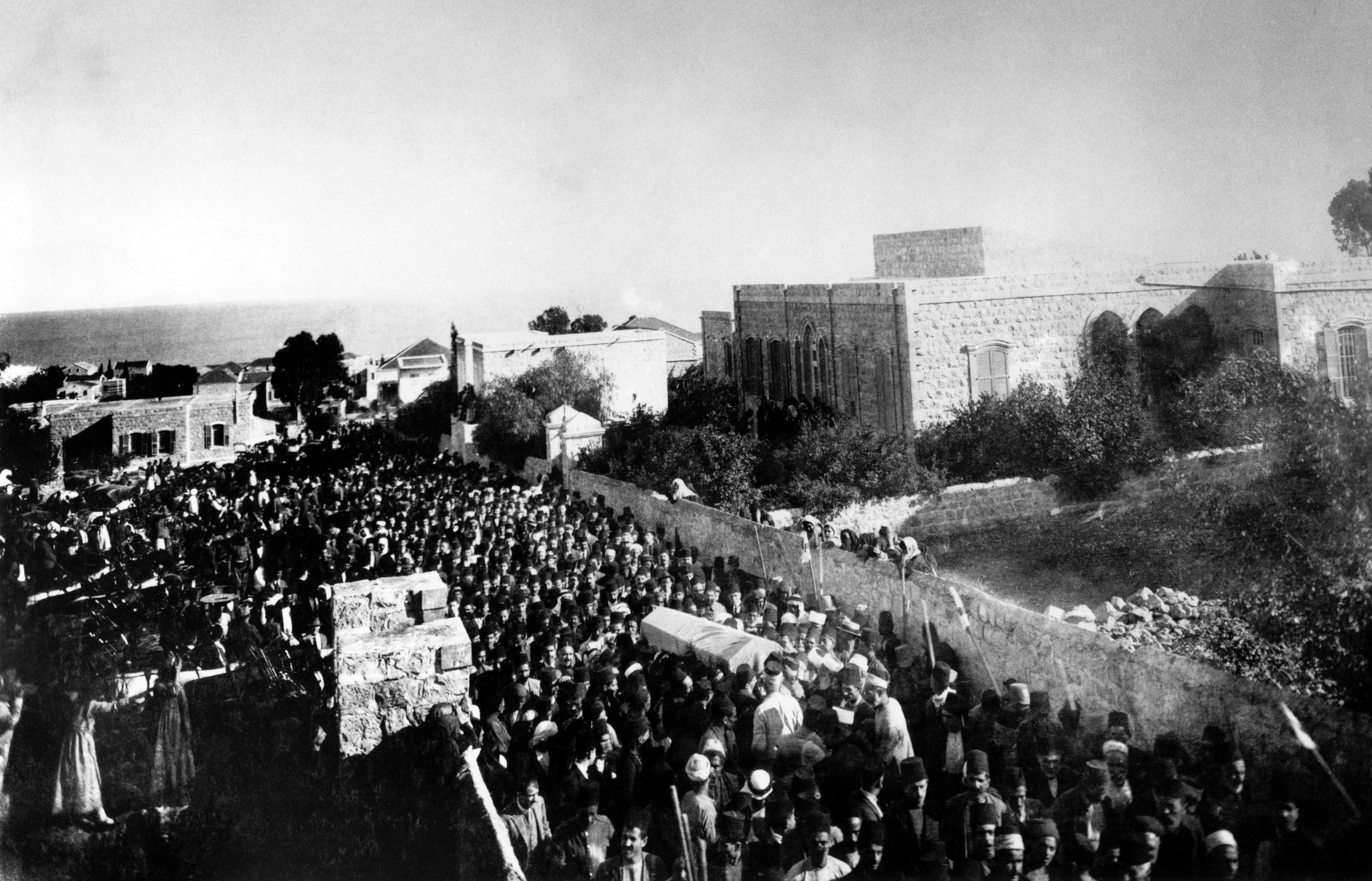
Похороны Абдул-Баха в Хайфе, Британская подмандатная Палестина

Абдул-Баха умер в понедельник, 28 ноября 1921 года, примерно после 13:15.
Министр по делам колоний Уинстон Черчилль телеграфировал Верховному комиссару Палестины «передать общине бахаи от имени правительства Его Величества их сочувствие и соболезнования». Подобные сообщения поступили от виконта Алленби, Совета министров Ирака и других. Похоронен в передней комнате Усыпальницы Баба на горе Кармель. В те времена предполагалось, что его погребение в этом месте временно, пока его собственная усыпальница не будет построена поблизости от сада Ризван.

### Наследие
Абдул-Баха оставил Завещание, которое было написано между 1901 и 1908 годами и адресована Шоги Эффенди, которому в то время было всего 4-11 лет. В завещании Шоги Эффенди назначается первым из Хранителей религии — наследственная исполнительная роль, благодаря которой может обеспечиваться авторитетное толкование Священных писаний. Абдул-Баха повелел всем бахаи обратиться к нему и повиноваться ему, и заверил его в божественной защите и руководстве. В завещании также содержится формальное повторение принципов его учения, таких как наказы для обучения Вере, проявление духовных качеств, общение со всеми людьми и избегание нарушителей Завета. Также были разработаны многие обязанности Всемирного Дома Справедливости и Десниц Дела. 
Подлинность и положения завещания были почти повсеместно приняты бахаи всего мира, за исключением Рут Уайт и нескольких других американцев, которые пытались протестовать против руководства Шоги Эффенди.
При его жизни среди бахаи существовала некоторая двусмысленность в отношении положения Абдул-Баха по отношению к Бахаулле, а затем и к Шоги Эффенди. Некоторые американские газеты писали, что он пророк бахаи или возвращение Христа. Позже Шоги Эффенди утвердил его наследие как последнего из трех «Центральных Фигур» Веры Бахаи и «Совершенного примера» учения, утверждая, что считать статус Абдул-Баха равным Бахаулле или Иисусу было бы еретическим. Шоги Эффенди также писал, что в течение ожидаемого 1000-летнего периода бахаи не будет личностей, равных Абдул-Баха.

## Труды
Общее количество скрижалей, написанных Абдул-Баха, превышает 27 000, из которых лишь небольшая часть переведена на английский язык. Его работы делятся на две группы, включая, во-первых, его прямые сочинения, а во-вторых, его лекции и выступления, записанные другими.  Первая группа включает «Тайну божественной цивилизации», написанную до 1875 года, «Повествование путешественника», написанное примерно в 1886 году, «Проповедь об искусстве управления», написанную в 1893 году," и большое количество скрижалей, написанных разным людям;  включая различных западных интеллектуалов, таких как Огюст Форель, которая была переведена и опубликована как Скрижаль Огюста-Анри Фореля. «Тайна божественной цивилизации» и «Проповедь об искусстве управления» широко распространялись анонимно.
Вторая группа включает в себя «Ответы на некоторые вопросы», которые представляют собой английский перевод серии застольных бесед с Лаурой Барни, «Парижские беседы», «Абдул-Баха в Лондоне» и «Провозглашение всеобщего мира», которые соответственно являются посланиями Абдул-Баха в Париже, Лондоне и США. 
Ниже приводится список некоторых из множества книг, скрижалей и бесед Абдул-Баха:
- Основы мирового единства
- Свет мира: избранные скрижали Абдул-Баха .
- Мемориалы верующих
- Парижские переговоры
- Секрет божественной цивилизации
- Некоторые ответы на вопросы
- Скрижали божественного плана
- Табличка Огюсту-Анри Форелю
- Таблетка в Гаагу
- Воля и Завещание Абдул-Баха
- Провозглашение всеобщего мира
- Отрывки из Писаний Абдул-Баха
- Божественная Философия
- Трактат о политике / Проповедь об искусстве управления[85]

### Комментарии
1. ↑  The elative is a stage of gradation in Arabic that can be used both for a superlative or a comparative. G͟husn-i-Aʻzam could mean "Mightiest Branch" or "Mightier Branch"
2. ↑  The Nahrí family had earned their fortune from a successful trading business. They won the favor of the leading ecclesiastics and nobility of Isfahan and had business transactions with royalty.
3. ↑  In the Kitáb-i-ʻAhd Baháʼu'lláh refers to his eldest son ʻAbdu'l-Bahá as G͟husn-i-Aʻzam (meaning "Mightiest Branch" or "Mightier Branch") and his second eldest son Mírzá Muhammad ʻAlí as G͟husn-i-Akbar (meaning "Greatest Branch" or "Greater Branch").